# Neocalamites
Neocalamites är ett i trias och jura förekommande släkte bland Fräkenordningen, som står mellan de paleozoiska Calamiterna och de nu levande fräkenväxterna.
Neocalamiters blad stämmer överens med Annularia, bladen med Calamites. De nödde en höjd av 5–6 meter och dess stam var minst 15–20 centimeter tjock. Neocalamites hærensis förekommer i Skånes rätiska lager och torde där ha bidragit till stenkolslagrens bildning.